# آمپی‌سیلین/فلوکلوگزاسیلین
آمپی‌سیلین/فلوکلوگزاسیلین(به انگلیسی: Ampicillin/flucloxacillin) (INN) یا کو-فلوآمپیسیل (BAN) یک داروی ترکیبی از دو آنتی بیوتیک بتا-لاکتامی آمپی سیلین و فلوکلوگزاسیلین است که تحت نام‌های تجاری Magnapen و Infectrin فروخته می‌شود . 
آمپی‌سیلین یک آنتی بیوتیک پنی‌سیلینی با طیف متوسط و دارای عملکرد مناسب در برابر عفونت استرپتوکوکی گروه A است، در حالی که فلوکلوگزاسیلین آنتی بیوتیکی با طیف محدود است که در برابر استافیلوکوکوس اورئوس عملکرد مناسبی از خود نشان می‌دهد. این ترکیب دو باکتری محتمل در عفونت سلولیت در بازو یا پا را در بر می‌گیرد. 

## فرمول بندی
هر عدد کپسول این دارو حاوی ۲۵۰ میلی گرم از هر جزء، شربت آن به نسبت ۱۲۵/۱۲۵ میلی گرم از هر جز در هر قاشق، و پودر قابل تزریق داخل وریدی ۲۵۰/۲۵۰ میلی گرم از هر جز را در بر می‌گیرد. 

## عوارض جانبی و موارد منع مصرف
عوارض جانبی این داروی ترکیبی همانند هر یک از اجزای جداگانه آن است. ناراحتی‌های معده یا روده ناشی از فلوکلوگزاسیلین عارضه عمده این دارو است. هر دو بخش عضو خانواده آنتی بیوتیک‌های پنی سیلینی هستند، بنابراین نباید توسط بیمارانی که به پنی‌سیلین حساسیت دارند مصرف شوند. 